# Pokémon: Adventures in Orange Islands-afsnit
Pokémon: Adventures in Orange Islands er den anden sæson af Pokémon og den sidste del af Pokémon Serien: Begyndelsen, en japansk anime-TV-serie, kendt i Japan under navnet Pocket Monsters Orange Øhav-arket (ポケットモンスター オレンジ諸島編 Poketto Monsutā Orenji Shotō-hen). Den blev oprindeligt sendt i Japan på TV Tokyo fra den 4. februar 1999 til den 7. oktober 1999, og senere i Danmark på TV 2 fra den 2. juli 2001 til den 24. november 2001. Derudover er den også blevet sendt på Fox Kids. Den danske versionering er lavet af Dubberman og er baseret på den amerikanske udgave, som er produceret af 4Kids Entertainment. Kun de første 24 afsnit af sæsonen er blevet sendt i danmark, da licensen for serien på daværende tidspunkt blev solgt i årgange med omtrent 52 afsnit og den efterfølgende årgang aldrig blev licenseret i Danmark.
Denne sæson omhandler den tiårige Pokémontræner Ash Ketchum (spillet af Mathias Klenske på dansk og af Rika Matsumoto på japansk) og hans elektriske partner-Pokémon Pikachus (spillet af Ikue Ōtani) eventyr, som de samler Styrkecenter-emblemer i det fiktive Orange-øhav, også kendt som Orange-øerne, så de kan deltage i Orange-øhavets Pokémonliga-stævne.
Afsnittene er instrueret af Masamitsu Hidaka og produceret af animationsstudiet OLM.
Den japanske intro, fremført af Rika Matsumoto, hedder "Rival!" (ライバル! Raibaru!). Den danske intro, fremført af Anders Ørsager Hansen, som hedder "Pokémon-færd", er baseret på den engelske intro af Russell Velázquez, "Pokémon World".

## Afsnit
| Nr. i serie | Nr. i sæson | Dansk titel Japansk titel                                                                                      | Japansk visning     | Dansk visning        |
| --- | ----------- | --- | ------------------- | -------------------- |
| 084 | 01          | "Luftens vovehalse" "Hikōsen wa Fukōsen!?" (ひこうせんはふこうせん!?)                                          | 4. februar, 1999    | 2. juli, 2001        |
| 085 | 02          | "Poké Ball-alarm" "Nangoku Pokemon to GS Bōru" (なんごくポケモンとGSボール)                                    | 11. februar, 1999   | 3. juli, 2001        |
| 086 | 03          | "Den forsvundne Lapras" "Rapurasu o Tasukero!" (ラプラスをたすけろ!)                                           | 18. februar, 1999   | 4. juli, 2001        |
| 087 | 04          | "På bølgelængde" "Orenji Rīgu! Natsukan Jimu!" (オレンジリーグ! ナツカンジム!)                                 | 25. februar, 1999   | 5. juli, 2001        |
| 088 | 05          | "Pikachu kommer i stødet" "Kieta Pokemon-tachi no Nazo!" (きえたポケモンたちのナゾ!)                           | 4. marts, 1999      | 6. juli, 2001        |
| 089 | 06          | "Crystal Onix" "Kurisutaru no Iwāku" (クリスタルのイワーク)                                                    | 11. marts, 1999     | 7. juli, 2001        |
| 090 | 07          | "Den lyserøde ø" "Pinku no Pokemon-jima" (ピンクのポケモンじま)                                                | 18. marts, 1999     | 8. juli, 2001        |
| 091 | 08          | "Kabuto-mysteriet" "Kabuto no Kaseki no Himitsu!" (カブトのかせきのひみつ!)                                    | 25. marts, 1999     | 9. juli, 2001        |
| 092 | 09          | "Teaterdysten" "Odoru! Pokémon Shōbōto!" (おどる! ポケモンショーボート!)                                       | 1. april, 1999      | 10. juli, 2001       |
| 093 | 10          | "Farvel Psyduck" "Sayonara Kodakku! Mata Kite Gorudakku?" (さよならコダック! またきてゴルダック?)              | 8. april, 1999      | 18. august, 2001     |
| 094 | 11          | "Den frelsene engel" "Seiringu Jōi! Aranami o Koete!" (セイリングジョーイ! あらなみをこえて!)                  | 15. april, 1999     | 25. august, 2001     |
| 095 | 12          | "Manøvre på Navel" "Nēburu Jimu! Yuki Yama no Tatakai!" (ネーブルジム! ゆきやまのたたかい!)                    | 22. april, 1999     | 1. september, 2001   |
| 096 | 13          | "Ædedolken" "Ōgui Kabigon! Dai Panikku!" (おおぐいカビゴン! だいパニック!)                                     | 29. april, 1999     | 8. september, 2001   |
| 097 | 14          | "Et vaskeægte spøgelsesskib" "Yūreisen to Yūrei Pokemon!" (ゆうれいせんとゆうれいポケモン!)                    | 6. maj, 1999        | 15. september, 2001  |
| 098 | 15          | "Meowth styrer!" "O Nyāsu-sama no Shima!?" (おニャースさまのしま!?)                                            | 13. maj, 1999       | 22. september, 2001  |
| 099 | 16          | "Tracey og Scyther" "Sutoraiku Senshi no Hokori" (ストライクせんしのほこり)                                    | 20. maj, 1999       | 29. september, 2001  |
| 100 | 17          | "En anderledes fridag" "Minami no Shima da yo! Zen'in Shūgō!" (みなみのしまだよ! ぜんいんしゅうごう!)          | 27. maj, 1999       | 6. oktober, 2001     |
| 101 | 18          | "Misforståelsen på Mandarin Island" "Shitennō Kanna! Kōri no Tatakai!!" (してんのうカンナ! こおりのたたかい!!) | 3. juni, 1999       | 13. oktober, 2001    |
| 102 | 19          | "Forbudt kærlighed" "Nidoran no Koimonogatari" (ニドランのこいものがたり)                                      | 10. juni, 1999      | 20. oktober, 2001    |
| 103 | 20          | "Hyp, min lille Pokémon" "Daiheigen no Koiru-tachi!" (だいへいげんのコイルたち!)                               | 17. juni, 1999      | 27. oktober, 2001    |
| 104 | 21          | "Det mystiske monster" "Chikadō no Kaibutsu!?" (ちかどうのかいぶつ!?)                                          | 24. juni, 1999      | 3. november, 2001    |
| 105 | 22          | "Misty får en bejler" "Yuzu Jimu! Taipu Batoru San Tai San!!" (ユズジム! タイプバトル3VS3!!)                   | 1. juli, 1999       | 10. november, 2001   |
| 106 | 23          | "Nu er der ballade" "Pikachū Tai Nyāsu!?" (ピカチュウVSニャース!?)                                             | 15. juli, 1999      | 17. november, 2001   |
| 107 | 24          | "Charizard går kold" "Rizādon! Kimi ni Kimeta!!"Lizardon! Jeg vælger dig! (リザードン! きみにきめた!!)         | 22. juli, 1999      | 24. november, 2001   |
| Ash og hans venner sejler på Lapras, da de næsten støder ind i en anden træner, som ønsker at kæmpe mod Ash. Efter at Charizard bliver syg, da han blevet dækket i is under kampen, vælger drage-Pokémonen endelig at respektere Ash, da han gør alt hvad han kan, for at gøre ham rask igen. Noter: Da licensen til serien i lang tid blev solgt i sæsoner af 52 afsnit eller deromkring frem for de sagaer, som serien ellers består af, så blev resten af Adventures in Orange Islands aldrig sendt i Danmark. TV2, som på daværende tidspunkt sendte serien, købte først en ny licens omkring 2004, hvor de valgte at sende sæson 6, som var mere relevant med udgivelsen af Pokémon Ruby Version og Pokémon Sapphire Version det forrige år. |             | |                     |                      |
| 108 | 25          | "—" "Hikeshi Taiketsu! Zenigame Tai Kamēru" (ひけしたいけつ! ゼニガメVSカメール)                               | 29. juli, 1999      | Ikke sendt i Danmark |
| 109 | 26          | "—" "Moe yo! Kabigon!!" (もえよ! カビゴン!!)                                                                   | 5. august, 1999     | Ikke sendt i Danmark |
| 110 | 27          | "—" "Taggu Batoru! Saigo no Jimu!!" (タッグバトル! さいごのジム!!)                                             | 12. august, 1999    | Ikke sendt i Danmark |
| 111 | 28          | "—" "Koikingu! Shinka no Himitsu!!" (コイキング! しんかのひみつ!!)                                             | 19. august, 1999    | Ikke sendt i Danmark |
| 112 | 29          | "—" "Nyoromo to Kasumi" (ニョロモとカスミ)                                                                     | 26. august, 1999    | Ikke sendt i Danmark |
| 113 | 30          | "—" "Wināzu Kappu! Furu Batoru Roku Tai Roku!!" (ウィナーズカップ! フルバトル6VS6!!)                           | 2. september, 1999  | Ikke sendt i Danmark |
| 114 | 31          | "—" "Fainaru Batoru! Kairyū Tōjō!!" (ファイナルバトル! カイリューとうじょう!!)                                 | 9. september, 1999  | Ikke sendt i Danmark |
| 115 | 32          | "—" "Sayonara Rapurasu!" (さよならラプラス!)                                                                   | 16. september, 1999 | Ikke sendt i Danmark |
| 116 | 33          | "—" "Marumain Dai Bakuha!?" (マルマインだいばくは!?)                                                           | 23. september, 1999 | Ikke sendt i Danmark |
| 117 | 34          | "—" "Kaettekita Masara Taun!" (かえってきたマサラタウン!)                                                      | 30. september, 1999 | Ikke sendt i Danmark |
| 118 | 35          | "—" "Raibaru Taiketsu! Satoshi Tai Shigeru!!" (ライバルたいけつ! サトシVSシゲル!!)                             | 7. oktober, 1999    | Ikke sendt i Danmark |

## Vigtige begivnheder
- Ash møder Professor Ivy og henter GS Ball'en fra hendes laboratorium. (#085)
- Brock vælger at blive hos Professor ivy for at blive hendes assistent. (#085)
- Ash og Misty møder Tracey, en Pokémon-vogter som slutter sig til gruppen. (#086)
- Ash beslutter sig for at deltage i Orange-ligaen (#086)
- Ashs Charizard begynder endelig at lytte til ham. (#107)
- Ash vinder Orange-ligamesterskabet. (#114)

### Styrkecenter-kampe
| Styrkecenter   | Modstander | Afsnit | Udfald        |
| -------------- | ---------- | ------ | ------------- |
| Mikan Island   | Cissy      | #087   | Emblem vundet |
| Navel Island   | Danny      | #095   | Emblem vundet |
| Trovita Island | Rudy       | #105   | Emblem vundet |
| Kumquat Island | Luana      | #110   | Emblem vundet |

## Stemmer
| Karakter    | Japansk            | Dansk           |
| ----------- | ------------------ | --------------- |
| Ash Ketchum | Rika Matsumoto     | Mathias Klenske |
| Pikachu     | Ikue Ōtani         | Ikue Ōtani      |
| Misty       | Mayumi Iizuka      | Lulu Jacobsen   |
| Tracey      | Tomokazu Seki      | Timm Mehrens    |
| Jessie      | Megumi Hayashibara | Ann Hjort       |
| James       | Shinichiro Miki    | Thomas Kirk     |
| Meowth      | Inuko Inuyama      | Peter Zhelder   |
| Fortæller   | Unshō Ishizuka     | Torben Sekov    |

## Hjemmeudgivelser
I Japan er sæsonen blevet fuldt udgivet til udlejning, men købeudgivelser er begrænset til visse afsnit. Sæsonen har fået en komplet hjemmeudgivelse på engelsk i USA og Australien.
I Danmark har denne sæson ikke set nogen form for hjemmeudgivelse.